# Boophis mandraka
Boophis mandraka är en groddjursart som beskrevs av Rose M.A. Blommers-Schlösser 1979. Boophis mandraka ingår i släktet Boophis och familjen Mantellidae. IUCN kategoriserar arten globalt som otillräckligt studerad. Inga underarter finns listade.